# Зерноїд пампасовий
Зерноїд пампасовий (Sporophila ardesiaca) — вид горобцеподібних птахів родини саякових (Thraupidae). Ендемік Бразилії. Деякі дослідники вважають його конспецифічним з чорнощоким зерноїдом.

## Опис
Довжина птаха становить 11 см. Виду притаманний статевий диморфізм. У самців голова, обличчя, горло і груди чорні. Решта нижньої частини тіла біла, живіт з жовтуватим відтінком. Верхня частина тіла темно-сіра, спина з оливковим відтінком. Забарвлення самиць і молодих птахів переважно коричневе. Дзьоб у самців сизуватий, у самиць коричневий.

## Поширення і екологія
Пампасові зерноїди мешкають на південному сході Бразилії (на крайньому південному сході штату Баїя, в штатах Еспіріту-Санту, Мінас-Жерайс, Ріо-де-Жанейро, Сан-Паулу і Гояс). Вони живуть у вологих і сухих чагарникових заростях та на луках. Зустрічаються на висоті до 900 м над рівнем моря. Живляться переважно насінням.